# Viljami Kaasalainen
Viljami Kaasalainen (* 15. Oktober 1995 in Mikkeli) ist ein finnischer Leichtathlet, der sich auf den Sprint spezialisiert hat.

## Sportliche Laufbahn
Erste internationale Erfahrungen sammelte Viljami Kaasalainen im Jahr 2013, als er bei den Junioreneuropameisterschaften in Rieti im 100-Meter-Lauf mit 10,80 s im Halbfinale ausschied und auch mit der finnischen 4-mal-100-Meter-Staffel mit 40,33 s den Finaleinzug verpasste.
2020 wurde Kaasalainen finnischer Meister im 100-Meter-Lauf und 2022 wurde er Hallenmeister im 400-Meter-Lauf. Zudem wurde er 2021 Hallenmeister in der 4-mal-200-Meter-Staffel und 2022 im Staffellauf.

## Persönliche Bestleistungen
- 100 Meter: 10,34 s (+1,3 m/s), 11. August 2020 in Turku
  - 60 Meter (Halle): 6,81 s, 30. Januar 2021 in Jyväskylä
- 200 Meter: 21,02 s (+1,0 m/s), 5. August 2020 in Espoo
  - 200 Meter (Halle): 21,98 s, 1. Februar 2017 in Jyväskylä
- 400 Meter: 47,20 s, 11. August 2021 in Helsinki
  - 400 Meter (Halle): 47,18 s, 18. Februar 2022 in Kuopio